# Championnats d'Afrique de boxe amateur 1968
Navigation
Édition précédente Édition suivante
La 4e édition des championnats d'Afrique de boxe amateur s'est déroulée à Lusaka, Zambie, en mai 1968. 

## Nations participantes
16 nations participent à ces Championnats : 
- Cameroun
- Éthiopie
- Gabon
- Ghana
- Kenya
- Madagascar
- Niger
- Nigeria
- Ouganda
- République arabe unie
- République démocratique du Congo
- République du Congo
- Sénégal
- Soudan
- Zambie
- Tanzanie

## Résultats

### Podiums
| Catégories                    | Or                   | Argent         | Bronze                                   |
| Poids mi-mouches (-48 kg)     | Mohamed Selim Soheim | Kariuki        | David Nata ?                             |
| Poids mouches (-51 kg)        | Leo Rwabwogo         | Mahmoud Mersal | Kenny Mwansa Anisouna                    |
| Poids coqs (-54 kg)           | Harouna Lago         | Joseph Destimo | Eridadi Mukwanga Samuel Mbugua           |
| Poids plumes (-57 kg)         | Philip Waruinge      | Mohamed Muruli | Mobarek Abdel Hady Khallaf Allah         |
| Poids légers (-60 kg)         | César Sinda          | Jonathan Dele  | Bayu Ayele Stephen Baraza                |
| Poids super-légers (-63,5 kg) | Issaka Daboré        | Jack Sennas    | Alex Odhiambo John Olulu                 |
| Poids welters (-67 kg)        | Joseph Bessala       | Julius Luipa   | Lado Fidelis Onye Som                    |
| Poids super-welters (-71 kg)  | Stephen Thega        | Ernest Mabwa   | Sayed El-Nahas Derayo                    |
| Poids moyens (-75 kg)         | Matthias Ouma        | George Aidoo   | Antoine Abang Abdel Wahab Abdullah Salih |
| Poids mi-lourds (-81 kg)      | Hassan Aman          | Fatai Ayinla   | Son Mwila Hamisi Abdullah                |
| Poids lourds (+81 kg)         | Talaat el-Dahsan     | Adonis Ray     | Stephen Matiani Hassen                   |

### Tableau des médailles
| Place | Pays                             | Médaille d'or, Afrique | Médaille d'argent, Afrique | Médaille de bronze, Afrique | Total |
| ----- | -------------------------------- | ---------------------- | -------------------------- | --------------------------- | ----- |
| 1     | République arabe unie            | 3                      | 1                          | 2                           | 6     |
| 2     | Ouganda                          | 2                      | 2                          | 2                           | 6     |
| 3     | Kenya                            | 2                      | 1                          | 5                           | 8     |
| 4     | Niger                            | 2                      | 0                          | 0                           | 2     |
| 5     | Cameroun                         | 1                      | 0                          | 1                           | 2     |
| 6     | République démocratique du Congo | 1                      | 0                          | 0                           | 1     |
| 7     | Ghana                            | 0                      | 4                          | 0                           | 4     |
| 8     | Nigeria                          | 0                      | 2                          | 2                           | 4     |
| 9     | Zambie                           | 0                      | 1                          | 3                           | 4     |
| 10    | Soudan                           | 0                      | 0                          | 4                           | 4     |
| 11    | République du Congo              | 0                      | 0                          | 1                           | 1     |
| 11    | Éthiopie                         | 0                      | 0                          | 1                           | 1     |
| Total | 12 pays médaillés                | 11                     | 11                         | 21                          | 43    |

+ 1 médaille de bronze inconnue

### Source
- "Les championnats africains de boxe", La Presse de Tunisie, 14 mai 1968.